# Cholsey
Cholsey is een civil parish in het bestuurlijke gebied South Oxfordshire, in het Engelse graafschap Oxfordshire met 3457 inwoners. Op het St. Mary's kerkhof is het graf van de beroemde Britse auteur Agatha Christie.